# Cleomenes vittatus
Cleomenes vittatus là một loài bọ cánh cứng trong họ Cerambycidae.